# Avenida Salim Farah Maluf
A Avenida Salim Farah Maluf é uma das principais avenidas da cidade de São Paulo, Brasil. Seu nome é uma homenagem a um imigrante libanês, pai do político Paulo Maluf. Foi construída sobre o Córrego do Tatuapé, razão pela qual era originalmente chamada de Avenida Tatuapé.
Apesar de a via ter sido totalmente concluída apenas nos anos 1980, seu prolongamento era previsto desde o Código de Obras de 1933.
A avenida faz a ligação da Rodovia Presidente Dutra, através da Ponte do Tatuapé, com a Avenida Professor Luis Inácio de Anhaia Melo, a qual faz a ligação com o Complexo Grande São Paulo, que se liga ao acesso Anchieta - Imigrantes. Tem também a função de delimitar a área chamada de centro expandido, marcando o limite leste da região.
Por meio dela, faz todo o escoamento de veículos que partem das Rodovias Dutra, Fernão Dias e Ayrton Senna, em direção à baixada santista, pelas rodovias Rodovia Anchieta e Rodovia dos Imigrantes. É também, atualmente, o corredor mais curto entre o Aeroporto Internacional de São Paulo/Guarulhos e o Porto de Santos.

## Trajeto
- Inicia na Rodovia Presidente Dutra
- Cruza com a Marginal Tietê na Ponte do Tatuapé
- Cruza com a Avenida Celso Garcia
- Cruza com a Radial Leste, no bairro do Tatuapé
- Cruza com o Largo do Arroz - final da Avenida Álvaro Ramos
- Passa pelo começo da Avenida Vereador Abel Ferreira
- Passa pelo começo da Avenida Sapopemba
- Passagem por Viaduto sob a Rua do Orfanato
- Cruza com a Avenida Vila Ema
- Termina no entroncamento com a Avenida Professor Luis Inácio de Anhaia Melo, no distrito da Vila Prudente

|  |  |  |